# Roberto Gonzalez
Roberto Gonzalez, född 29 oktober 1948 i Frankrike, är en fransk-svensk skådespelare och trubadur. Han är bland annat känd för sin roll som Tiden i AMFs reklamfilmer.
Han kom till Sverige 1973. Gonzalez varit verksam på svenska scener i en kvarts sekel. Gonzalez har spelat teater bland annat på Riksteatern, Uppsala Stadsteater, Göteborgs stadsteater och Dramaten samt medverkat i flera TV-serier. Han var anställd av Teater Alliansen mellan 1999 och 2010.
Gonzalez har gett ut CD-skivan Bellman en francais hos Proprius 1995, Svenska ballader av en vandrare hos Nosag 2011 och Vi är på väg hos FRGrecords 2018. Sedan 2021 är Gonzalez huvudmedlem i det franska bandet La Moutchica.

## Filmografi
- 1997 – Anna Holt - polis (TV-serie)
- 1999 – Browalls (TV-serie)
- 1999 – En liten julsaga
- 2002 – Hus i helvete
- 2002 – Tolken
- 2003 – Skeppsholmen (TV-serie)
- 2003 – c/o Segemyhr (TV-serie)
- 2007 – Svensson Svensson (TV-serie)
- 2009 – Dear Galileo
- 2012 – Odjuret
- 2012–2017 – AMF Tiden
- 2013 – Kilimanjaro
- 2014 – Mousse
- 2016 – Vi är vissångare (dokumentär)
- 2016 – De Röda Träden
- 2017 – Svenskarna (dokumentär)
- 2017 – Direct Deposit
- 2018 – Something Real
- 2023 – Il Santo Veleno
- 2024 – Hombre Calzón

## Teater

### Roller (ej komplett)
| År   | Roll              | Produktion                                              | Regi              | Teater                |
| ---- | ----------------- | ------------------------------------------------------- | ----------------- | --------------------- |
| 1985 |                   | Jesus Christ Superstar Andrew Lloyd-Webber och Tim Rice | Julie Arenal      | Göta Lejon            |
| 1995 |                   | Shikasta                                                | Michaela Granit   | Riksteatern           |
| 1998 | Kemal             | En kurd i stan                                          | Peter Harryson    | Uppsala Stadsteater   |
| 1998 | Gipsy             | Pingst                                                  | Jasenko Selimovic | Uppsala Stadsteater   |
| 2002 | Grandfather       | Gå på lina                                              | Niklas Westergren | Unga Riks             |
| 2004 | Kashier           | Hysterikon                                              | Mia Westin        | Profilteater Umeå     |
| 2005 | Utrednings Ledare | Lasermannen                                             | Susan Taslimi     | Göteborgs Stadsteater |
| 2009 | Akim              | Mörkrets makt Lev Tolstoj                               | Michaela Granit   | Dramaten              |
| 2022 | Richi             | Tuma                                                    | Gustav Deinoff    | Unga Klara            |